# 烏克蘭國家奧林匹克委員會
烏克蘭國家奧林匹克委員會（烏克蘭語：Нацiональний олiмпiйський комiтет України），是烏克蘭的國家奧林匹克委員會。該組織成立於1990年3月12日，為國際奧林匹克委員會和歐洲奧林匹克委員會的成員。1994年首次派員參加在挪威利勒哈默爾舉行的冬季奧運會。

## 主席
現時，烏克蘭國家奧林匹克委員會的總部設在首都基輔，主席是瓦季姆·马尔科维奇·古泽特。2005年至2022年，前撐竿跳運動員謝爾蓋·布卡担任主席。

## 資料來源
1. ↑  .   [2014-07-02]. （原始内容存档于2009-01-06）.